# Harald Wolf
Harald Wolf (nascido em 7 de novembro de 1955) é um ex-ciclista alemão que competiu no ciclismo nos Jogos Olímpicos de Verão de 1980.